# Роберт II де Випонт
Роберт де Випонт (англ. Robert de Vieuxpont; умер между 1 апреля и 1 июня 1264) — английский аристократ, влиятельный землевладелец из Уэстморленда. Во Второй баронской войне примкнул к Симону де Монфору, предположительно был смертельно ранен в битве при Льюисе.

## Биография
Роберт де Випонт принадлежал к знатному англонормандскому роду, представители которого владели обширными землями в ряде графств Англии и в Шотландии. Он был сыном Джона де Випонта и Агнес де Феррерс, внуком влиятельного магната эпохи Джона Безземельного Роберта де Випонта. Точная дата рождения Роберта-младшего неизвестна; на момент смерти отца (1241 год) он был ещё несовершеннолетним, так что его поместьями управлял опекун — епископ Карлайла Уильям Моклерк. Известно, что доходы последнего от этой опеки составляли огромную сумму: 700 фунтов в год. После смерти епископа в 1248 году новым опекуном стал влиятельный вельможа Джон Фиц-Джеффри (младший сын 1-го графа Эссекса), выдавший за Випонта свою дочь. Когда Роберт достиг, наконец, совершеннолетия, он стал полноправным владельцем земель в девяти английских графствах, а также занял передававшуюся по наследству должность шерифа Уэстморленда. 
Самое позднее к 1260 году Випонт стал одним из наиболее последовательных представителей аристократической оппозиции, добивавшейся реформ и ограничения королевской власти. По-видимому, это произошло из-за влияния на Роберта его шурина Джона Фиц-Джона и ещё двух североанглийских баронов — Генри Гастингса и Джона де Вески. В 1261 году Випонт был в числе лордов, с которыми король Генрих III вёл переговоры. Симон де Монфор, возглавлявший оппозицию, считал Випонта важнейшим своим союзником на севере Англии и в доказательство тому назначил его в 1263 году комендантом Ричмондского замка в Йоркшире. В январе 1264 года Роберт заверил своей подписью Амьенскую мизу — документ, которым король Франции Людовик IX попытался в качестве посредника погасить конфликт. Однако Людовик встал на сторону Генриха III, и вскоре в Англии началась гражданская война. Роберт присоединился к армии Монфора. В период между 1 апреля и 1 июня 1264 года он умер (предположительно от ран, полученных в битве при Льюисе, где бароны одержали победу).
Роберт де Випонт был женат на Изабелле Фиц-Джон, дочери Джона Фиц-Джеффри и Изабеллы Биго. В этом браке родились две дочери: Изабелла (жена Роджера III де Клиффорда) и Идонея (жена Роджера Лейбёрна). Двое зятьёв Випонта долго ссорились из-за раздела наследства; в конце концов земли Роберта достались Клиффордам, ставшим благодаря этому самыми влиятельными баронами Уэстморленда.